# NGC 5775
NGC 5775 ist eine Balkenspiralgalaxie vom Hubble-Typ SBc und liegt im Sternbild Jungfrau am Nordsternhimmel. Sie gehört zum Virgo-Galaxienhaufen und ist rund 75 Millionen Lichtjahre von der Milchstraße entfernt. In optischer Nähe befinden sich die Galaxien NGC 5774 und IC 1070.
Das Objekt wurde am 20. September 1786 von William Herschel entdeckt.

## NGC 5775-Gruppe (LGG 387)
| Galaxie  | Alternativname | Entfernung/Mio. Lj |
| -------- | -------------- | ------------------ |
| NGC 5775 | PGC 53247      | 76                 |
| NGC 5770 | PGC 53201      | 66                 |
| NGC 5774 | PGC 52231      | 70                 |
| IC 1066  | PGC 53176      | 71                 |
| IC 1067  | PGC 53178      | 71                 |